# 1590 az irodalomban
Az 1590. év az irodalomban.

## Új művek

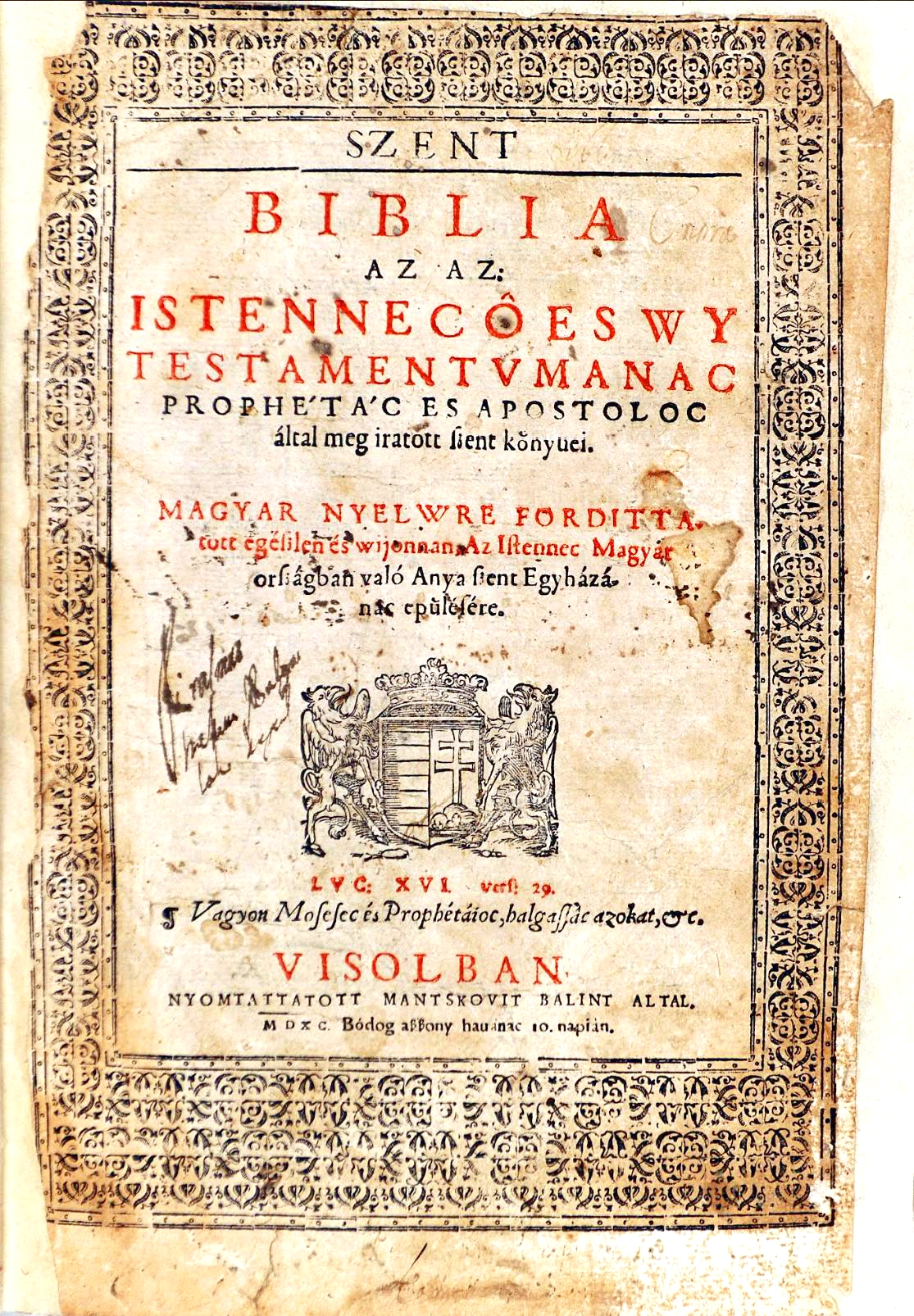
A vizsolyi biblia első lapja

- Megjelenik a Károlyi-biblia vagy vizsolyi biblia, Károlyi Gáspár protestáns Biblia-fordítása; a legrégibb fennmaradt teljes, magyar nyelvre lefordított Biblia.

„Ez a XVI. század legnagyobb hatású, legmaradandóbb alkotása” Magyarországon.
- Edmund Spenser: A tündérkirálynő (eredeti címe: The Faerie Queen); a hősköltemény első három része. A második három részt 1596-ban adták ki.

### Dráma
- William Shakespeare első királydrámáin, a VI. Henrik (King Henry VI) trilógián dolgozik, melyet később a III. Richárddal tetralógiává egészít ki.
- Megjelenik Christopher Marlowe Tamburlaine (A nagy Tamerlán) című drámájának mindkét része.
- (1590 elején vagy 1589 végén) – Thomas Lodge és Robert Greene angol szerzők közösen írt komédiája: A Looking Glass for London and England (London és Anglia tükre).[2]
- Guarino Veronese (vagy Giovanni Battista Guarino) itáliai humanista pásztorjátéka: Il Pastor fido (A hűséges pásztor).

## Születések
- 1590 – Grigore Ureche moldvai krónikaíró; krónikáját (Letopisețul Țării Moldovei) tartják az első román nyelvű, irodalmi igényekkel írt műnek († 1647)

## Halálozások
- augusztus 28. – Guillaume du Bartas francia író, költő (* 1544)
- szeptember 20. – Robert Garnier francia költő, drámaíró (* 1545 vagy 1544)
- október 29. – Dirck Coornhert németalföldi teológus, filozófus, költő, fordító (* 1522)